# Leçons sur l'histoire de la philosophie

Leçons sur l'histoire de la philosophie (titre original : Vorlesungen über die Geschichte der Philosophie) est une œuvre philosophique de Georg Hegel publiée à partir de ses propres manuscrits et de notes de cours prises par ses élèves. Il s'agit de leçons données sur une période s'étalant de 1805 à 1830.

## Genèse
L'ouvrage est collecté et publié pour la première fois en 1832 par Karl Ludwig Michelet, qui avait été son étudiant. 

## Résumé

### Introduction du cours de Heidelberg

#### Avant-propos
L'introduction agit comme un avant-propos au cours. Hegel confie à ses étudiants que lui, qui a vécu « au milieu des tempêtes de l'époque », considère que les étudiants peuvent être heureux que leur « jeunesse tombe en ces jours où [ils peuvent se] consacrer sans autre souci à la vérité et à la science ».
Hegel soutient que l'époque est à un renouveau de la philosophie, et qu'ainsi « le moment me paraît venu où la philosophie peut se promettre d'éveiller de nouveau l'attention et la sympathie, où cette science devenue presque muette peut de nouveau lever la voix et espérer que le monde, qui pour elle était devenu sourd, lui prêtera de nouveau l'oreille ».
En effet, maintenant que la « nation allemande » s'est sauvée des guerres napoléoniennes, le philosophe espère « qu'à côté de l’État qui a absorbé tout l'intérêt, l’Église aussi se relève [...] en d'autres termes, qu'à côté de l'intérêt politique et des autres intérêts attachés à la réalité vulgaire, fleurisse de nouveau la science pure, le libre et raisonnable monde de l'Esprit ». Hegel se montre particulièrement patriote car il écrit que si la philosophie a failli disparaître partout, « elle s'est conservée comme particularité dans la nation allemande. Nous avons reçu de la nature la mission supérieure d'être les gardiens du feu sacré ».
Le philosophe soutient que « la première condition de la philosophie c'est le courage de la vérité et la foi en la puissance de l'Esprit ». Hegel présente en quelque sorte sa théorie de l'homme : « l'homme, puisqu'il est Esprit, peut et doit se considérer comme digne de la fin suprême ».

#### Définition de l'histoire de la philosophie
Hegel considère que les historiens de la philosophie n'ont, jusqu'à présent, fait que collectionner les auteurs et leurs idées, sans les mettre en rapport. Or, « si nous voulons [...] saisir le point central, nous devrons le chercher dans le lien essentiel qui unit ce passé apparent au degré qu'a actuellement atteint la philosophie ». Regarder l'histoire de la philosophie, c'est, dit-il, observer « la succession de nobles esprits, la galerie des héros de la raison qui pense, lesquels grâce à cette raison ont pénétré dans l'essence des choses ». Ces philosophes ont permis, tour à tour, « d'élabore[r] pour nous le trésor suprême : le trésor de la connaissance rationnelle ».
Ce trésor a été donné en héritage aux hommes de l'époque contemporaine. La « raison consciente d'elle-même » ne s'est pas « produit[e] de manière immédiate, n'est pas sorti[e] du sol du temps présent, mais pour [elle] c'est essentiellement un héritage, plus précisément le résultat du travail ». Hegel reprend le concept de chaîne sacrée de Johann Gottfried von Herder pour qualifier la transmission de la tradition à travers les âges. Cette chaîne sacrée, toutefois, a la particularité d'avoir fait fructifier en permanence la pensée de ceux qui ont précédé. Cette chaîne, dès lors, « n'est pas une immobile statue de pierre, mais elle est vivante et grossit comme un fleuve puissant qui s'amplifie à mesure qu'il s'éloigne de sa source ».
Hegel explique l'évolution des idées par le mouvement de l'Esprit universel, qui ne demeure pas en repos. Il peut toutefois être stationnaire chez un peuple en particulier durant un temps indéterminé. Hegel porte à ce titre un jugement sévère sur la philosophie chinoise (« Chinois qui, il y a deux mille ans, furent sans doute aussi avancés qu'aujourd'hui »).
Le philosophe souligne que faire l'histoire de la philosophie pour y trouver la vérité peut paraître contradictoire, car l'histoire est ce qui a été mais n'est plus, là où la vérité est éternellement. Dès lors, « si nous partons de là que la vérité est éternelle, elle ne rentre pas dans la sphère de ce qui passe et n'a pas d'histoire ». Cela serait ignorer que, « à cause de la nature particulière de son objet », l'histoire de la philosophie ne juxtapose pas des thèses successives ; et contrairement aux sciences dures, un paradigme nouveau ne vient pas détruire les thèses anciennes.

### Introduction du cours de Berlin
Hegel reprend en grande partie l'introduction qu'il avait donnée à l'université de Heidelberg. Il rappelle que nous avons en héritage des siècles de pensée. Il part du contemporain pour remonter aux anciens : « Ce que nous sommes historiquement, la propriété qui nous appartient à nous, au monde actuel, ne s'est pas produit spontanément, n'est pas sorti seulement de la condition présente, mais c'est l'héritage et le résultat du labeur de toutes les générations antérieures du genre humain ».

#### Notion et détermination de l'histoire de la philosophie
L'auteur commence par donner la définition la plus commune de l'histoire, à savoir une « narration des évènements contingents des époques, des peuples et des individus, contingents soit suivant leur succession dans le temps, soit suivant leur contenu ». L'histoire de la philosophie, elle, est généralement comprise comme une simple « collection des opinions philosophiques comme elles se sont produites et présentées dans la suite des temps ». Hegel fustige la philosophie telle qu'elle est parfois enseignée, c'est-à-dire comme une « galerie d'opinions [...] sur Dieu, sur l'essence des objets de la nature et de l'esprit » ; cela en fait « une science très superflue et très ennuyeuse ». Faire cela, c'est omettre que les pensées des philosophes ne sont pas des opinions, car une opinion est personnelle, elle n'est pas générale, et elle n'existe que par soi et pour soi, là où les thèses philosophes doivent être soutenues.
Celui qui fait une histoire de la philosophie se trouve face à une multiplicité de systèmes philosophiques qui témoignent de la diversité des pensées. En plus de cela, le fait que la philosophie ne présente pas une pensée unique du vrai lui prête le flanc aux attaques : « cette diversité des systèmes [...] passe plutôt pour une raison sérieuse, véritable, pour combattre d'une part le sérieux que la philosophie attribue à son travail et d'autre part pour justifier qu'on la néglige, car il y a là une preuve irréfutable de l'inutilité de l'essai consistant à vouloir atteindre la connaissance philosophique de la vérité ».
Hegel s'oppose à la conception de la philosophie comme une spéculation abstraite qui n'aboutirait qu'à des généralités creuses. Il est vrai que la philosophie « se trouve dans le domaine de la pensée », et que donc « elle s'occupe de généralités » ; toutefois, « la philosophie doit montrer que le vrai, l'idée, ne consiste pas en généralités vides, mais en un universel qui est en soi-même le particulier, le déterminé ». 
Le philosophe s'attaque à l'opinion commune selon laquelle le hasard est le moteur de la vie humaine (« c'est déjà une croyance raisonnable que le hasard ne règne pas dans les affaires humaines »), et il assigne à la philosophie la tâche de « reconnaître que, dans la mesure où son propre phénomène est de l'histoire, celle-ci n'est déterminée que par l'Idée ».

#### Notion de la philosophie
La philosophie évolue selon les époques, car les cultures des peuples diffèrent. La philosophie est « une forme de ces aspects divers » ; « la conscience et l'essence spirituelle de la condition en son ensemble, l'esprit de l'époque existant comme esprit qui se pense ». L'activité philosophique exige, toutefois, « un certain degré de culture intellectuelle ». Cela est permis, selon Aristote, « quand la vie matérielle a été assurée ».
Hegel critique une position commune au sujet des religions : il « est absurde de croire que des prêtres aient imaginé une religion pour le peuple par supercherie et intérêt. C'est aussi plat que sot de voir dans la religion une invention capricieuse, une illusion ». Le philosophe considère que la religion est importante car « dans les religions, les peuples ont assurément déposé leur manière de se représenter l'essence du monde, la substance de la nature et de l'esprit et le rapport de l'homme à cet objet ». Si Hegel admet que la philosophie et la religion « ont tant d'affinité », il soutient que la philosophie a une forme bien différente de la religion.
L'auteur aborde ensuite la question de l'intellection et de la compréhension. Il pose des conditions de intelligibilité. Une connaissance peut dépendre d'une métaphysique, ou encore de la pré-connaissance de quelque chose. Ainsi, « on entend dire de la prédication d'un ecclésiastique qu'elle est aisée à comprendre quand son discours se compose de verts bibliques courants ». Cela revient toutefois à dire que l'intelligibilité dépend encore d'une métaphysique, car on avait déjà connu la chose dans un premier temps. 
Hegel revient sur des philosophes antiques, dont Platon. Il lui reconnaît d'avoir eu la bonne idée de faire appel à des mythes pour être compris ; mais il s'oppose à l'idée que ce sont ses mythes qui ont fait de Platon un philosophe. Le mythe ne doit jamais être, pour le philosophe, qu'un « ornement » dont il doit pouvoir se séparer. Les mythes et les symboles doivent être utilisés en philosophie pour rendre plus claires certaines idées, afin de les dé-voiler. Hegel remarque que certains, comme les francs-maçons, les utilise « en guise d'énigmes pour faire de leur contenu un mystère difficile à pénétrer ». Cela peut être trompeur car, selon le philosophe, la lecture des ouvrages écrits par les francs-maçons montrent que la franc-maçonnerie « ne possède, n'a en réserve rien en fait de sagesse, de science ou de connaissances particulières, rien d'une sagesse qu'on ne saurait trouver partout ». Ainsi, Socrate était certes l'un des rares athéniens à ne pas avoir été initié aux mystères d'Éleusis, mais, finalement, les athéniens « apprenaient de lui du nouveau et regardaient ce qu'ils en apprenaient comme une connaissance estimable ». 
Hegel définit à nouveau la philosophie. Loin d'être le fruit d'une réflexion spontanée, la philosophie est un « règne de l'intelligence, de la transparence de la nature pour la pensée ». Ainsi, « la philosophie n'est pas un somnambulisme, bien plutôt la conscience la plus éveillée et son éveil successif consiste précisément à s'élever au-dessus de cet état d'une unité immédiate avec la nature ». 
Hegel revient sur le lien entre la culture qui produit une philosophie et la philosophie elle-même. Selon lui, « l'état du monde, d'un peuple, dépend de l'idée qu'il se fait de lui-même ». Aucune société antique n'est parvenue à fonder la notion selon laquelle l'homme, en tant qu'homme, est né libre et doit conserver sa liberté, alors qu'il s'agit du fondement du droit. D'aussi éminents penseurs que « Platon et Aristote, Cicéron et les juristes romains, ne possédaient pas cette notion ». Le christianisme a été une force positive en ce qu'elle a « établi le dogme que tous les hommes sont libres », quoique seulement devant Dieu, et que « le Christ a délivré les hommes, les a rendus égaux ».

#### Manière de traiter les philosophies anciennes
Hegel souligne notre ignorance au sujet de bien des propos qui auraient été tenus par des penseurs de l'Antiquité. Peu de leurs textes, en effet, nous sont parvenus. Dès lors, il ne faut pas, comme le font certains, présenter des rumeurs comme des faits, ni interpréter des philosophies anciennes à partir de concepts modernes. Le philosophe soutient que « les plus anciennes philosophies sont les plus abstraites », c'est-à-dire que le mouvement de la philosophie va de l'abstrait au concret, et que c'est dans les plus anciennes philosophies que « l'Idée y est le moins déterminée ».
Le propos de l'auteur, ici, est que « la philosophie plus avancée d'une époque postérieure est essentiellement le résultat des travaux antécédents de l'esprit pensant, qu'elle est réclamée, produite par les points de vue antérieurs, qu'elle n'est pas sortie de terre isolément pour elle-même ». Hegel en conclut qu'« une philosophie ancienne ne satisfait pas l'esprit en qui vit désormais une notion plus profondément déterminée ». Dès lors, se dire platonicien durant la modernité revient à un adulte de vouloir redevenir un enfant.

### Introduction d'après les leçons de Hegel de 1823-1827/8
Hegel reconnaît qu'il est possible d'aborder l'histoire de la philosophie comme une forme d'introduction à la philosophie, parce qu'elle présente l'origine et le mouvement général de la discipline. Étudier l'histoire de la philosophie consiste donc « à connaître la philosophie telle qu'elle apparaît, en se succédant dans le temps ». 
Le philosophe indique que les pensées philosophiques doivent être comprises dans le cadre de leur contexte culturel. L'histoire de la philosophie « est étroitement liée à l'histoire politique, à l'art et à la religion » ; de fait, « cette position lui fournit une matière des plus variées ». Historiquement, c'est « sous forme de religion, de mythe », que se présente la matière générale de la philosophie.
Revenant sur la philosophie antique, Hegel traite couvre l'opposition platonicienne entre la connaissance et l'opinion (épistémè et doxa).  

### La philosophie orientale
Hegel remarque que la philosophie orientale est chronologiquement première. Elle était réputée dès l'Antiquité, car les Grecs comme les Égyptiens la considéraient. Le philosophe souligne toutefois combien on a longtemps peu connu ces philosophes, et comment ce sont les travaux et échanges intellectuels récents qui ont permis de les découvrir. Il distingue nettement la philosophie antique occidentale de celle de l'Orient, la ligne de fracture étant le caractère religieux de cette dernière : « Le contenu de la pensée orientale est d'une tenue plutôt religieuse -- trouble et obscur ». Moins individualisante, les représentations divines des religions et philosophies orientales seraient moins anthropomorphiques. 
Le philosophe traite dans un premier temps de la philosophie chinoise, puis de la philosophie hindoue. Il remarque que « les Chinois jouissent de la gloire d'avoir beaucoup cultivé les sciences » ; Hegel considère toutefois que la culture européenne rend difficile d'y trouver du génie. Il énumère un certain nombre de penseurs chinois, parmi lesquels Confucius. Il le juge toutefois négativement : « ne nous attendons pas à y rencontrer de profondes recherches philosophiques; il faut encore moins songer à trouver chez lui de la spéculation » ; il conclut : « On peut donc dire avec raison qu'il aurait mieux valu pour la réputation de Confucius que l'on n'eût pas traduit ses ouvrages ».  
Hegel traite ensuite des gymnosophistes hindous, ascètes et philosophes qui « ressemblent aux cyniques de la Grèce et aux moines mendiants du christianisme ». Il juge négativement l'historiographie hindoue : « En poésie, en astronomie, en mathématiques, ils font preuve d'une grande culture; mais ils ne sont pas faits pour l'histoire ». Ici aussi, toutefois, philosophie et religion sont mêlées.  

### Appendice à l'Introduction

#### Feuilles de l'introduction de Hegel
Il s'agit des feuilles utilisées par Hegel pour faire cours, sur lesquelles le philosophe note les points essentiels à aborder. Elles sont détenues par l'université Harvard. 

#### Introduction aux leçons de 1829-1830
L'enseignant dévoile aux étudiants sa conception de l'histoire et de l'enseignement de l'histoire de la philosophie. Il souligne comment il est nécessaire de raconter le contexte de la pensée (« Nous avons à raconter des actions, des voyages, des découvertes, la prise de possession du règne intelligible »). Il annonce l'importance qu'il accordera à l'esprit : non seulement « l'homme se distingue de l'animal par la pensée », mais cela signifie aussi que « la science, la religion, l’État, le droit, l'art, etc. » doivent être appréhendés selon l'esprit humain.
Hegel cherche ensuite à trouver la condition à laquelle la pensée relève de la philosophie. Le critère est que « le fond qui appartient à l'esprit a[it] a sa racine dans la pensée ». Le religieux peut être pensé, bien sûr, et le croyant pense, mais la matière religieuse « se présente sous forme de sentiment, de sentiment moral, de représentation ». La philosophie, elle, traite de la raison (noûs) « sous la forme de la pensée, la raison pensée ». Le sujet abordé par Hegel sera donc « l'histoire de la raison qui se manifeste sous la forme de la pensée ».
Hegel souligne que s'il y a bien une abondance de systèmes philosophiques, mais seule une peut être juste. Il remarque que ceux qui veulent accuser ou dévaloriser la philosophie pointent souvent du doigt cette abondance de systèmes (« De ce qu'il yen a tant, ils concluent qu'il n'y en a point »).